# نارندراناگار
نارندراناگار (به انگلیسی: Narendra Nagar) یک منطقهٔ مسکونی در هند است که در بخش تهری گرهوال واقع شده‌است. نارندراناگار ۳٬۳۴۹ نفر جمعیت دارد و ۱٬۰۲۰ متر بالاتر از سطح دریا واقع شده‌است.